# Crisis van de derde eeuw

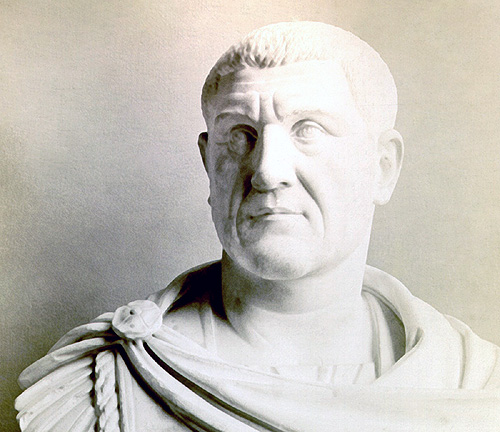
Maximinus "Thrax", de eerste soldatenkeizer.

De crisis van de derde eeuw was een periode van onrust en onderlinge strijd in het Romeinse Rijk van ongeveer 235 tot 284 na Christus. De periode werd gekenmerkt door burgeroorlogen die in 238 culmineerden in het chaotische zeskeizerjaar. Een groot aantal keizers, merendeels commandanten die door hun opstandige legioenen tot keizer waren uitgeroepen, volgde elkaar in snel tempo op, waarbij het merendeel van hen niet lang na het aantreden werd terechtgesteld of vermoord door soldaten, officieren of de pretoriaanse garde. Deze groep staat bekend als de soldatenkeizers, waarbij het onderscheid tussen keizer, tegen-keizer en usurpator soms moeilijk te maken is. Vanaf 260 viel het rijk tijdelijk uiteen en had het Gallische keizerrijk een kortstondig bestaan.

## Geschiedenis
De moeilijkheden begonnen in 235, toen keizer Alexander Severus door zijn eigen soldaten van legio XXII Primigenia in de buurt van Mainz werd vermoord. Daarna brak een periode aan, waarin niemand voor langere tijd de macht over het Romeinse Keizerrijk naar zich toe kon trekken. Er woedden verschillende burgeroorlogen; de grenzen werden verwaarloosd. Hierdoor hadden allerlei stammen aan de noordgrens steeds meer vrij spel, vooral de Germaanse stammen de Goten, de Vandalen, en de Alamannen, maar ook de niet Germaanse Karpen. In dezelfde periode voerden de Sassaniden een nieuwe aanval uit op de oostelijke grens van het Romeinse Rijk.
Uiteindelijk viel het keizerrijk tijdelijk uiteen in drie elkaar beconcurrerende staten: in 260 vormden de Romeinse provincies Germania Inferior, Germania Superior, Raetia, Gallië, Britannia en Hispania samen het Gallische keizerrijk onder leiding van Postumus. In hetzelfde jaar scheidden de oostelijke provincies Syrië, Palestina en Egypte zich onder de naam van het Palmyreense Rijk af. Hierdoor bleef een derde, op Italië, de Balkan en Afrika gebaseerd, Romeins Rijk in het midden over.

Het verdeelde Romeinse Rijk in 271 n.Chr.

Een keerpunt voor Rome was de overwinning die keizer Claudius II Gothicus in 268 in de Slag bij Naissus (het huidige Niš in Servië) behaalde tegen een grote Gotische invasiemacht. In de volgende twee jaren tot aan zijn dood in 270 overwon hij de Alemannen bij het Gardameer en heroverde hij Hispania en Oost-Gallië op het Gallische keizerrijk. Op zijn dood volgde een korte burgeroorlog, waarin zijn broer het onderspit delfde tegen Aurelianus, de man die bij Naissus het commando had gevoerd over de cavalerie. Deze keizer zette de restauratie van het keizerrijk voort en wist de Alemannen, na een aanvankelijke nederlaag bij Piacenza, in 272 in de buurt van Pavia opnieuw te verslaan.
Aurelianius voerde het keizerrijk ook tijdens het tweede deel van zijn bewind (270–275) naar een serie overwinningen op achtereenvolgens de Vandalen, de Visigoten, het Palmyreense Rijk van koningin Zenobia, de Sassaniden, en veroverde ten slotte de restanten van het Gallische keizerrijk. Aan het eind van 274 was het Romeinse Rijk weer herenigd. Voor de komende eeuw zou het Romeinse Rijk min of meer veilig zijn voor externe vijanden; de schade was echter enorm. Vooral in het westen van het rijk waren tientallen steden geruïneerd, hun bevolking uiteengeslagen, maar wat erger was, door de ineenstorting van het economische systeem konden deze steden niet worden herbouwd. Ook had het zelfvertrouwen, met name door de invallen van de Alemannen, een geduchte knauw gekregen, getuige het feit dat men het na 270 nodig vond om voor het eerst in eeuwen alle grote steden, waaronder Rome zelf, van dikke stenen muren te voorzien.
Hoewel Aurelianus een belangrijke rol had gespeeld in het veiligstellen van de grenzen van het keizerrijk tegen bedreigingen van buitenaf, bleven de meer fundamentele problemen, die aanvankelijk tot de crisis hadden geleid, bestaan. In het bijzonder was de opvolging van de keizer in het Romeinse Rijk nooit goed geregeld, wat voortdurend tot burgeroorlogen leidde, wanneer elkaar bestrijdende partijen hun eigen kandidaten naar voren schoven, met name het leger en de senaat, naast andere partijen. Een ander probleem was de omvang van het keizerrijk, die het voor een enkele autocratische heerser moeilijk maakte om meerdere, gelijktijdige dreigingen het hoofd te bieden. Al deze problemen werden radicaal aangepakt door Diocletianus, die zo het keizerrijk de gelegenheid gaf om in het Westen nog meer dan honderd jaar en in het Oosten nog duizend jaar te bestaan.

## Economische effecten

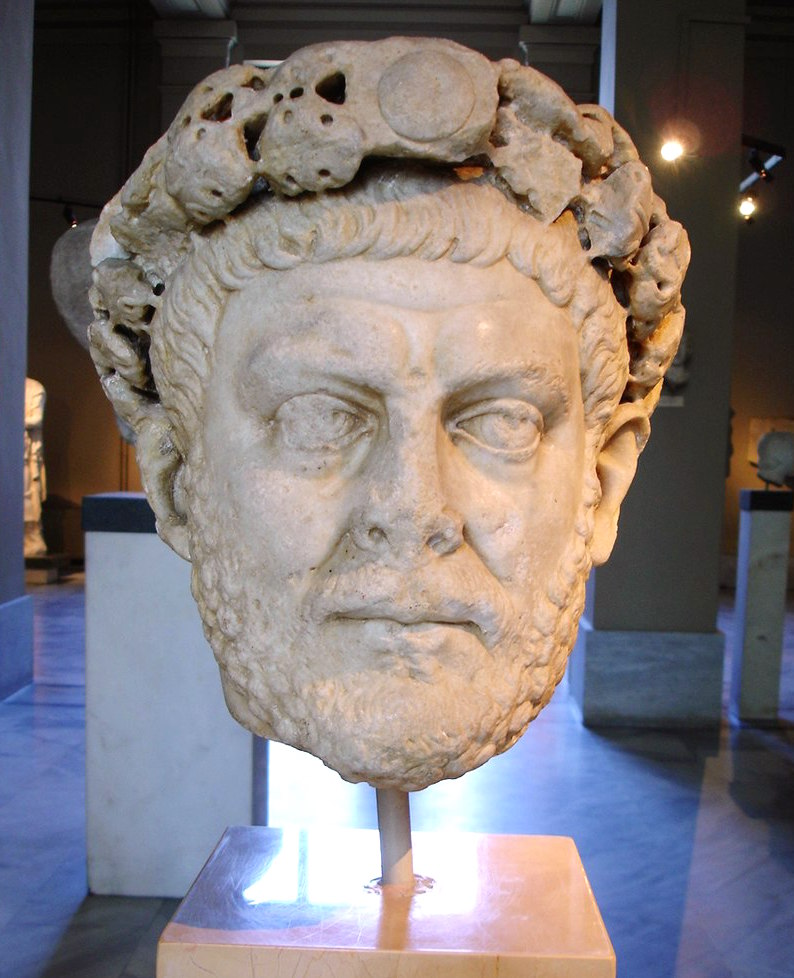
Keizer Diocletianus onder wiens bewind de crisis van de 3e eeuw eindigde.

Intern werd het Romeinse Rijk in deze periode geconfronteerd met hyperinflatie, die veroorzaakt werd door jarenlange devaluatie van het muntstelsel. Deze inflatie was reeds eerder, onder de Severische dynastie gestart, toen het leger qua mankracht met een kwart was uitgebreid en het basissalaris daarnaast was verdubbeld.
Op het hoogst van de crisis trad een zelfversterkend effect op. Op het moment dat een keizer aan de macht kwam, moest hij pijlsnel geld zien te vinden om de gebruikelijke "aantreedbonus" te betalen. De gemakkelijkste manier om snel aan geld te komen was het simpelweg verminderen van het zilvergehalte van de zilveren munten door deze aan te lengen met minder waardevolle metalen. Naarmate het zilvergehalte in de munten afnam werd dit moeilijker. De nieuwe keizer had minder geld en liep een groter risico vroeg in zijn bewind door ontevreden soldaten te worden vermoord. Dit had al met al het voorspelbare effect van een hyperinflatie (zie wet van Gresham) en tegen de tijd dat Diocletianus in 284 aan de macht kwam, waren de oude zilveren munten van het Romeinse Rijk bijna niets meer waard. Sommige belastingen werden nu in natura geïnd en luiden vaak alleen nog fictief in gouden of bronzen munten. Reële waarden werden nog steeds in gouden munten geprijsd, maar de eens bijna massief zilveren munt, de denarius, die bijna 300 jaar in gebruik was geweest, was verdwenen (1 pond goud = 40 gouden aurei = 1000 denarii = 4000 sestertii). De denarius had bijna geen waarde meer, waardoor veel handel verwerd tot ruilhandel. Dit had een enorme invloed op elk aspect van de Romeinse manier van leven.
Een van de meest diepgaande en blijvende effecten van de crisis van de derde eeuw was de verstoring van het uitgebreide interne Romeinse handelsnetwerk. Sinds de Pax Romana hing de Romeinse economie voor een groot deel af van de handel tussen de Middellandse Zeehavens en over het uitgebreide Romeinse wegensysteem. Kooplieden konden in relatieve veiligheid binnen een paar weken van de ene kant van het Rijk naar de andere kant van Rijk reizen. Vanuit de provincies kwamen agrarische goederen, de grote steden in het Oosten voorzagen in gefabriceerde goederen. Grote landgoederen produceerden handelsgewassen voor de export. De daaruit voortvloeiende inkomsten werden gebruikt om voedsel en industriële producten te importeren. Dit resulteerde in een grote onderlinge afhankelijkheid tussen de inwoners van het Rijk. De historicus Henry St. Lawrence Beaufort Moss beschrijft de situatie zoals die voor de crisis bestond:
Langs deze wegen passeerde een steeds toenemend verkeer, niet alleen van troepen en ambtenaren, maar van handelaren en hun handelswaar en zelfs toeristen. De uitwisseling van goederen tussen de verschillende provincies ontwikkelde zich snel. Deze uitwisseling bereikte al snel een tot dan toe in de geschiedenis niet eerder voorgekomen schaal, die tot enige eeuwen geleden ook niet meer werd geëvenaard. Metalen uit de mijnen in de hooglanden van West-Europa, huiden, vachten en vee uit de landelijke streken van Groot-Brittannië, Spanje en de oevers van de Zwarte Zee, wijn en olijfolie uit de Provence en de Aquitaine, hout, teer en was uit het zuiden van Rusland en het noorden van Anatolië, gedroogd fruit uit Syrië, marmer van de Egeïsche kust, en - het allerbelangrijkste - graan uit de tarwe verbouwende gebieden in Noord-Afrika, Egypte en de Donau-vallei voor de behoeften van de grote steden; al deze grondstoffen, onder invloed van een sterk georganiseerd transport- en afzetsysteem, stroomden vrijenlijk van de ene hoek van het Rijk naar de andere.
Met de crisis van de derde eeuw stortte dit enorme netwerk echter in. De wijdverspreide burgerlijke onrust maakte het voor handelaren onveilig zo veel en zo ver te reizen, zoals zij ervoor hadden gedaan. Ook maakte de financiële crisis uitwisseling van goederen erg moeilijk. Als gevolg hiervan traden er ingrijpende veranderingen op, die in veel opzichten een voorbode waren van het karakter van de komende middeleeuwen. Grootgrondbezitters, die niet meer in staat waren om hun handelsgewassen over grote afstanden te exporteren, begonnen met de productie van voedsel voor lokaal gebruik en lokale ruilhandel. In plaats van gefabriceerde goederen te importeren begon men veel goederen weer lokaal te vervaardigen, vaak op de eigen landgoederen, waardoor de basis werd gelegd voor in eigen behoeften voorzienende, zelfstandige, "autarkische economie", die in latere eeuwen gemeengoed zou worden en die zijn definitieve vorm bereikte in het hofstelsel. De gewone vrije mensen van de steden begonnen naar het omringende platteland te verhuizen op zoek naar voedsel en bescherming. Gedreven door economische noodzaak, werden veel van deze ex-stedelingen, net als vele kleine boeren, gedwongen om hun fundamentele rechten (gedeeltelijk) op te geven in ruil voor bescherming van de plaatselijk grootgrondbezitters. Daarbij werden ze een half-vrije klasse van burgers, die bekendstaat als de coloni. Ze waren gebonden aan het land, en in latere keizerlijke wetten werd hun status erfelijk gemaakt. Dit leverde een vroeg model voor horigheid, dat de basis legde voor de middeleeuwse feodale maatschappij.
Ook de steden zelf begonnen van karakter te veranderen. Door de toenemende onveiligheid in de openbare ruimte, door rondzwervende en plunderende barbaren en groeiende roversbenden (vaak gevormd door verpauperde ex-stadsbewoners, arme boeren en gedeserteerde Romeinse soldaten), werd het voor het eerst sinds eeuwen noodzakelijk om steden door middel van muren en forten te beveiligen. De grote, open steden van de oudheid veranderden langzamerhand in de kleinere, ommuurde steden die veel voorkwamen in de middeleeuwen. Deze wijzigingen beperkten zich niet tot de derde eeuw, maar vonden in een langzaam tempo over langere tijd plaats, waarbij soms sprake was van een tijdelijke ontwikkeling in de andere richting. Ondanks uitgebreide hervormingen door latere keizers, heeft het interne Romeinse handelsnetwerk zich nooit volledig kunnen herstellen. De daling in de handel tussen de provincies leidde tot een meer insulair karakter. Grootgrondbezitters, die nu meer zelfvoorzienend waren, werden zich minder bewust van het centrale gezag van Rome en stonden ronduit vijandig tegenover haar belastinginners. De maat van rijkdom begon te verschuiven; zij kreeg minder van doen met het uitoefenen van burgerrechten in de stedelijke politiek en meer met het verkrijgen van de controle op grote landgoederen. De gewone mensen verloren economische en politieke macht aan de adel en de middenklasse verdween langzamerhand. De crisis van de derde eeuw markeerde dus het begin van een lang evolutionair proces dat de antieke wereld in de middeleeuwse wereld zou transformeren.

## Voetnoten
1. ↑  H.St.L.B. Moss, De geboorte van de Middeleeuwen, blz. 1.